# Buschfeuer in Victoria und South Australia 1983
Die Buschfeuer in South Australia 1983, in Australien Ash Wednesday bushfires (deutsch: Aschermittwoch-Buschfeuer) oder Ash Wednesday II genannt, waren eine Reihe von Buschfeuern, die im Südosten von Australien am 16. Februar 1983 zu einer Katastrophe kulminierten. Innerhalb von 12 Stunden entzündeten sich mehr als 180 Buschfeuer bei einer Windgeschwindigkeit von 110 km/h, die große Gebiete von Victoria und South Australia verbrannten. Jahrelang anhaltende Trockenheit von 1979 bis 1983 im östlichen Australien und extreme Wetterbedingungen erzeugten eines der größten australischen Buschfeuer im vergangenen Jahrhundert.
Dieses Feuer tötete 75 Menschen und dies war damals die größte Zahl von Todesfällen, die durch das Buschfeuer in Victoria im Jahr 2009 mit 173 Toten übertroffen wurde. In Victoria starben 1983 47 und in South Australia 28 Menschen durch die Feuereinwirkung. Darunter waren 14 Personen der Country Fire Authority (CFA) und 3 Mitglieder des Country Fire Service (CFS), eine Freiwillige Feuerwehr. Viele dieser Todesfälle resultierten aus dem Feuersturm, der aus dem plötzlichen und heftigen abendlichen Windwechsel resultierte, der sowohl die Richtung als auch die Größe der Feuerfront veränderte. Die Geschwindigkeit und Wildheit der Flammen, unterstützt von ausgiebig vorhandenem Feuermaterial und eine rauchverhüllte Landschaft, machten die gezielte Feuerbekämpfung und -eindämmung unmöglich. In vielen Fällen mussten sich die Bewohner selbst schützen, als das Feuer die Kommunikationswege unterbrach, Fluchtwege abschnitt und die Versorgung mit Wasser und Elektrizität trennte. Auf dem Höhepunkt der Krise mussten mehr als 8.000 Menschen evakuiert werden und erstmals in der Geschichte über den gesamten Staat South Australia der Notstand ausgerufen werden. 1983 kam zum größten Notfalleinsatz von Freiwilligen in der Geschichte Australiens, bei dem ungefähr 130.000 Feuerwehrleute, Personal der zivilen Verteidigung, Hilfspersonal und Unterstützungsmannschaften gleichzeitig im Einsatz waren, die aus ganz Australien verpflichtet wurden.
Dieses Buschfeuer vernichtete in Australien das bislang größte Volumen an Vermögenswerten. Über 3.700 Gebäude wurden zerstört oder schwer beschädigt, 2.545 Personen und Familien verloren ihr Zuhause. Die Verluste an Vieh beliefen sich auf 340.000 Schafe, 18.000 Rinder und zahlreiche einheimische Tiere verbrannten oder gingen an den Brandfolgen ein. Die Feuerversicherungen wurden in 4.540 Fällen in einem Volumen von AUD 176 Millionen beansprucht, bei geschätzten Kosten von AUD 400 Millionen in Werten von 1983. Der Schaden in beiden Staaten betrug auf der Rechenbasis von 2007 AUD 1,3 Milliarden.

## Hintergrund

### Buschfeuer der 1980er Jahre in South Australia
Bereits 1980 zerstörten Buschfeuer in den Adelaide Hills in South Australia 51 Häuser. Dieses Buschfeuer wurde bis 1983 australienweit als Ash Wednesday Bushfires bezeichnet.

### El Niño
1982 verwüstete die lang anhaltende Trockenheit große Gebiete des östlichen Australiens, die durch den Klimazyklus des El Niño hervorgerufen wurde. In vielen Orten fielen im Winter und Frühling die geringsten Niederschläge seit Beginn der meteorologischen Messungen und im November 1982 musste der Wasserverbrauch in Melbourne eingeschränkt werden. Am 24. November rief die Regierung Victorias wurde den frühesten Feuerbann in ihrer Geschichte Victorias aus. Um den Februar 1983 fielen in Victoria 75 % weniger Niederschläge als in den vergangenen Jahren. In den ersten Februarwochen trat vereinzelt intensive Hitze mit den höchsten Temperaturen am 1. und 8. Februar ein. Diese Kombination destabilisierte die bereits entstandene explosive Feuerlage in den Wäldern des Hochlandes im Gebiet um die Hauptstädte Melbourne und Adelaide weiter.

### Frühe Buschfeuersaison
Die Feuerwehragenturen der Regierung von Victoria stellte vor der Katastrophe zusätzliches Personal ein und Ausrüstung und Flugzeuge bereit, um für die Feuerabwehr im Sommer 1982/1983 gewappnet zu sein. Das erste große Buschfeuer ereignete sich am 25. November 1982 und weitere Großfeuer am 3. und 13. Dezember 1982. Noch vor dem 16. Februar zerstörten Feuer Gebiete von Victoria. Ein Feuer am Cann River im Osten des Staates brannte bereits seit einem Monat. Davor hatte ein großes Buschfeuer am 8. Januar im Norden von Bacchus Marsh im Wombat State Forest zwei Arbeitern der Forest Commission anlässlich der Feuerabwehr von Greendale das Leben gekostet. Am 1. Februar brannte die Nordseite des Mount Macedon und Gebiete des Staatsforsts. 50 Häuser wurden zerstört. Diese Feuer beanspruchten die Reserven der Feuerwehren bereits zu diesem Zeitpunkt. In der 1982/1983-Feuersaison berichtete die CFA alleine in Victoria von 3.500 einzelnen Buschfeuern.

### Unwetter
Ein Vorzeichen der Dinge, die sich noch ereignen werden, war das gigantische Unwetter am Nachmittag des 8. Februar. Die Unwetterwolken waren 300 m hoch und 500 km lang und mit tausenden Tonnen Boden aus dem verwüsteten Wimmera- und Mallee-Gebiet im Nordwesten von Victoria beladen. Diese Erscheinung führte zu einem trockenen Wetterwechsel, erhöhte die Temperaturen, verringerte die Sicht auf 100 m und schuf eine nahezu gänzliche Dunkelheit für die Dauer von einer Stunde in Melbourne. Am Tag des Buschfeuers am 16. Februar gab auch ein Unwetter in Adelaide.

## Ereignisse des 16. Februar

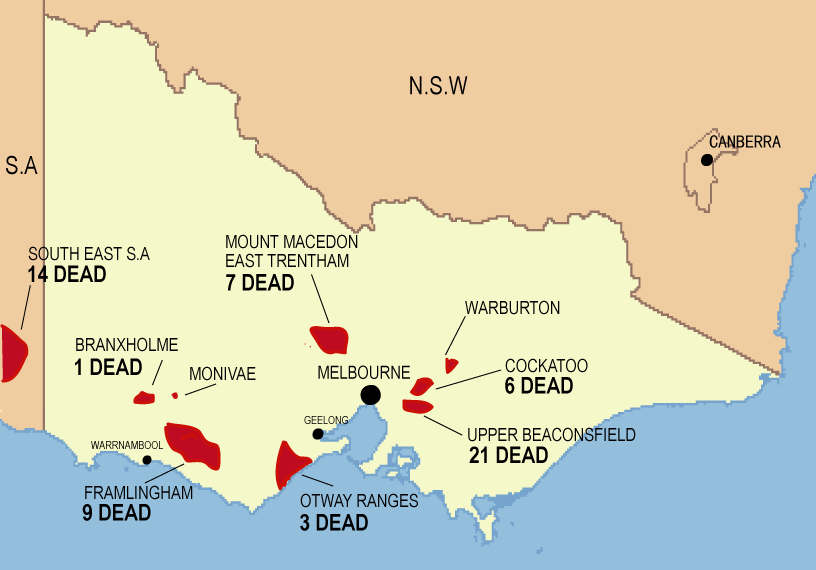
Karte der betroffenen Katastrophengebiete in Victoria

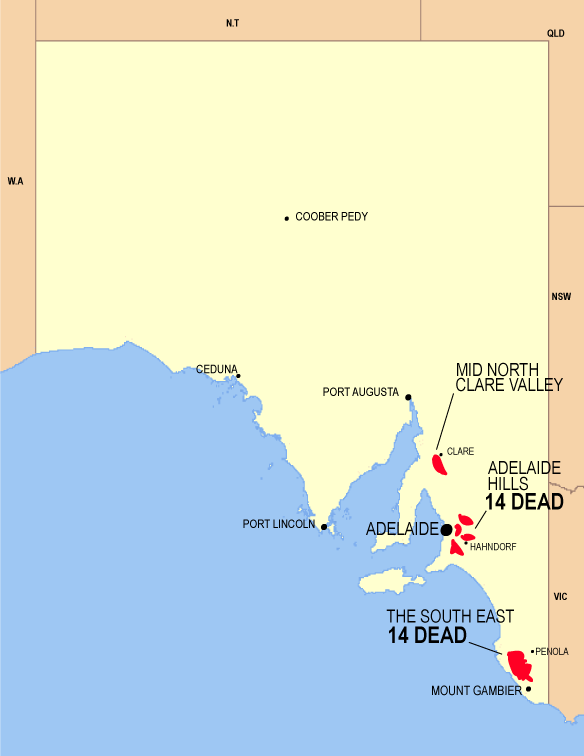
Karte der betroffenen Katastrophengebiete in South Australia

Der Aschermittwoch, am 16. Februar 1983, war ein unerbittlich heißer und trockener Tag. Die Wetterlage in der Frühe war komplex und nicht signifikant für die Entwicklung dieses Tages. Eine Wetterfront separierte heiße trockene Luft der Landmasse im Norden von der kühlen Luft, die ostwärts vom südlichen gelegenen Ozean kam. Vor dieser Front blies ein heißer, turbulenter und mächtiger Nordsturm. Die Temperaturen um Melbourne und Adelaide stiegen daraufhin schnell auf über 43 °C, begleitet von Winden mit einer Windgeschwindigkeit von mehr als 100 km/h und einer relativen Luftfeuchtigkeit unter 6 %. Mitte Vormittag stieg der McArthur’s Fire Danger Index auf einen Wert von >100 in verschiedenen Orten in Victoria und South Australia an. Es sollte einer der schlimmsten Feuerwettertage im südöstlichen Australien seit den Black Friday Bushfires von 1939 werden.
Berichtet wurde über das erste Buschfeuer um 11:30 Uhr, das sich auf der McLaren Flat im Süden von Adelaide entwickelte. Innerhalb von Stunden gingen zahlreiche Berichte über ausbrechende Feuer ein, die die Notdienste von Victoria und South Australia geradezu überfluteten. In Victoria wurden alleine 180 Feuer gemeldet, von denen sich 8 zu Hauptfeuern entwickelten. In dieser Phase war das gesamte Stadtgebiet Melbournes von einem Kreisbogen aus Feuern umgeben. Am frühen Nachmittag mussten erste Gebäude aufgegeben werden, teilweise in den Adelaide Hills, im Osten von Adelaide und im Dandenong Ranges, östlich von Melbourne.
Murray Nicoll, ein Journalist der Radiostation 5DN und Bewohner der Adelaide Hills, berichtete aus seinem Heimatgebiet direkt, in dem fünf Personen starben:

“At the moment, I’m watching my house burn down. I’m sitting out on the road in front of my own house where I’ve lived for 13 or 14 years and it’s going down in front of me. And the flames are in the roof and – Oh, God damn it. It’s just beyond belief – my own house. And everything around it is black. There are fires burning all around me. All around me. And the front section of my house is blazing. The roof has fallen in. My water tanks are useless. There is absolutely nothing I can do about it.”

„Im Augenblick sehe ich wie mein Haus niederbrennt. Ich sitze auf der Straße vor meinem eigenen Haus, in dem ich seit 13 oder 14 Jahre lebte und es geht vor mir unter. Und die Flammen erreichen das Dach – Oh, verdammt. Es ist unglaublich – mein eigenes Haus. Und alles um mich ist Schwarz. Es sind Flammen, die alles um mich herum abbrennen. Alles um mich. Und die Hausfront steht in Flammen. Das Dach fällt in sich zusammen. Meine Wassertanks sind nutzlos. Es gibt nichts, was ich tun kann.“

### Windwechsel
Der verheerendste Faktor dieser Buschfeuer kam kurz vor Einbruch der Nacht dazu: Ein heftiger und trockener Wind kam über South Australia und Victoria auf. Dieser abrupte Richtungswechsel rief eine dramatische Intensivierung der Feuer hervor. Der lange Feuerkorridor, der sich über den gesamten Tag über nordwärts bewegt hatte, wurde plötzlich von stürmischen nordwestlichen Winden befeuert und es entstand eine enorme Feuerfront, die schneller als 110 km/h voranschritt.
Die nahezu zyklonstarke Kraft des Windes schuf einen unaufhaltbaren Feuersturm, der tornadogleiche Feuerwirbel und Feuerbälle aus austretenden Gasen der Eukalypten mit über drei Meter hohen Flammen erzeugte. Überlebende berichteten, dass das Brüllen der Feuerfront die Lautstärke des fünfzig- bis hundertfachen eines Düsenflugzeugs erreichte. Der Wechsel der Temperatur und des Luftdrucks war so stark, dass Häuser bereits, bevor die Brände sie erreichten, explodierten. Ein Bewohner des Aireys Inlets an der Westküste von Victoria berichtete:

“It was just this bloody great force. It wasn't fire by itself. It wasn't just the wind. It was something different to that … a monster.”

„Es war diese verdammte große Kraft. Es war nicht das Feuer selbst. Es war nicht der Wind. Es war etwas anderes … ein Monster.“

Die unberechenbaren Bedingungen erzeugten einmalige Erscheinungen: Ein Auto musste mit angezogener Handbremse 90 m weit auf einer Straße abgeschleppt werden, während brennende Matratzen darüber hinweg flogen, Steaks konnten auf der Oberfläche von Tiefkühlgeräten gebraten werden, Straßenoberflächen bildeten Blasen und fingen Feuer, und Sand schmolz zu Glas.
Experten der CSIRO berichteten später von schmelzendem Metall, weil die Hitze des Feuers nach dem Windwechsel 2.000 °C erreichte, eine Temperatur, die bei der Bombardierung Dresdens im Zweiten Weltkrieg erreicht wurde. Tatsächlich erreichte die Hitze eine Energie von 60.000 Kilowatt je m². Dies waren vergleichbare Werte, die nach den Atombombenabwürfen auf Hiroshima und Nagasaki entstanden.
Ganze Städte wurden in Minuten ausradiert. In den Dandenongs wurden Cockatoo und Beaconsfield Upper verwüstet, 12 Feuerwehrleute verloren ihr Leben, als der Wind wechselte und sie von einer Feuerwalze überrollt wurden, während Teile der Belgrave Heights (wo das Feuer ausbrach), Belgrave South und in weitere Gebäude abbrannten.
Die meisten Bauwerke im Gebiet von Macedon und viele historische Gebiete des Mount Macedon im Nordwesten von Melbourne wurden ausgelöscht, auch viele denkmalgeschützte Stätten des 19. Jahrhunderts, wie Villen und Gärten. Am Morgen nach dem Buschfeuer hatten sich bekannte Küstenstädte entlang der Great Ocean Road, wie Aireys Inlet, Anglesea und Lorne in Mondlandschaften verwandelt. Die Feuer an der Küste war derart intensiv, dass die Feuerwehren gezwungen waren, sie unkontrolliert bis zum Ozean brennen zu lassen, wobei sie alles vernichteten, was sich ihnen im Weg stellte.
Die Fläche des verbrannten Gebiets betrug etwa 2.100 km² in Victoria and 2.080 km² in South Australia. Die Buschfeuer im Sommer 1982/1983 vernichteten insgesamt etwa 5.200 km² Landfläche.

## Nachbetrachtung
Festgestellt wurde, dass zahlreiche Buschfeuer in Victoria durch Kurzschlüsse der Freileitungen und Kontakte der Leitungen mit umstürzenden Bäumen verursacht wurden. Eine systematische Überprüfung der Feuersicherheit wurde unternommen; Gebiete unterhalb der Masten wurden geklärt und lokale elektrische Leitungen, die ein Risiko darstellten, durch isolierte Drei-Phasen-Stromleitungen ersetzt.
In South Australia kam eine Untersuchung zum Ergebnis, dass das Kommunikationssystem, das der Country Fire Service nutzte, nicht den Anforderungen entsprach. Deshalb sollte das Government Radio Network installiert werden; dies dauerte allerdings noch weitere zwanzig Jahre, bis es endlich geschah. Das Bureau of Meteorology verbesserte seine Wettervorhersagen mit Hinweisen auf Windwechsel und -fronten. Ein Katastrophen-Notfallplan wurde erstellt und rechtlich wirksam, der als Displan bekannt geworden ist. Diese Erkenntnisse führten dazu, dass Häuser unter Berücksichtigung von Feuerschutzmaßnahmen ausgerüstet und dass das Bush-Management und die Effizienz von Notfallmeldungen nach Analysen der CSIRO verbesserte. Diese Maßnahmen halfen Leben während der Buschfeuer an der östlichen Südküste Australiens im Jahr 1994 und das Buschfeuers von Canberra 2003 zu schützen.
Eine Analyse über 32 Todesfälle nach dem Buschfeuer (ohne Berücksichtigung der getöteten Feuerwehrleute) wurde in Victoria durchgeführt, die zu dem Ergebnis kam, dass 25 Menschen außerhalb ihrer Häuser ihr Leben lassen mussten, vor allem weil sie kurz vor der Feuersbrunst aus ihren Häusern flüchteten. Die Untersuchung kam zu dem Ergebnis, dass die Flucht in letzter Minute der häufigste aufgetretene Fehler mit Todesfolge war.

## Langfristige Folgen
Wie durch die Ereignisse um den Zyklon Tracy hatte dieses Buschfeuer als Naturkatastrophe große Auswirkung auf die Psyche der australischen Nation. Für das nächste Vierteljahrhundert wurde dieses Wort für alle Notfallmaßnahmen der Feuerwehren verwendet, seinerzeit am häufigsten für das Buschfeuer in Canberra 2003, das sich bei ähnlichen Wetterbedingungen ereignete.
Die Katastrophe von 1983 führte zu 75 Todesfällen, der zweithöchsten Todesrate in Buschfeuern Australiens. Das Buschfeuer in Victoria 2009 war nach dem Ash Wednesday ein Buschfeuer, in dem 173 Tote zu beklagen waren. Dieses war die bislang größte Naturkatastrophe Australien durch Feuer, während das Buschfeuer von 1983 den höchsten finanziellen Schaden und Verlust an Eigentum und Land in der Geschichte Australiens nach sich zog.
Noch zwei Jahrzehnte nach der Katastrophe leiden Betroffene und ihre Familien an den Folgen dieses Tages. Dies belegen psychologische Studien, die in den Jahren und Monaten nach dem Buschfeuer von 1983 durchgeführt wurden. Dabei wurde festgestellt, dass dieses Ereignis bei den Betroffenen Menschen zu postdramatischen Belastungsstörungen (PTBS) führte.
Die belastende Wirkung des Ash Wednesday wurde im Jahr 2008 wieder hervorgerufen, weil es am 25.-Jahrestag ein großes öffentliches Interesse und eine umfangreiche Medienresonanz gab. Damals fanden Gedenkfeiern in den Gebieten statt, in denen sich die größten Feuer entwickelt hatten, und Museen bauten Ausstellungen auf, zu denen sie Überlebende zu Vorträgen über ihre Erlebnisse einluden.

## Betroffene Gebiete in Victoria
| Gebiet/Stadt                                                              | Fläche (km²) | Todesfälle | zerstörte Gebäude                 |
| Cudgee & Ballangeich                                                      | 500          | 9          | 872                               |
| Otway Ranges                                                              | 410          | 3          | 782                               |
| Warburton                                                                 | 400          | 0          | 57                                |
| East Trentham & Mount Macedon                                             | 295          | 7          | 628                               |
| Belgrave Heights & Upper Beaconsfield                                     | 92           | 21         | 238                               |
| Monivae                                                                   | 31.81        | 0          | zahlreiche (Gesamtzahl unbekannt) |
| Cockatoo                                                                  | 18           | 6          | 307                               |
| Branxholme                                                                | 2            | 1          | 11                                |
| Quelle: Victorian Government Department of Sustainability and Environment |              |            |                                   |